# Oberstdorfer Hammerspitze
Die Oberstdorfer Hammerspitze (vormals im Oberstdorfer Sprachgebrauch Hammerspitze und im Kleinwalsertaler Sprachgebrauch Schüsser) ist ein 2260 m, nach österreichischer Vermessung 2259 m ü. A. hoher Berg in den Allgäuer Alpen.

## Lage und Umgebung
Die Oberstdorfer Hammerspitze liegt nordwestlich vom Fiderepass (2035 m) und der Fiderepasshütte (2067 m) und südöstlich der Walser Hammerspitze (2170 m). Im Verbindungsgrat zu letzterem erhebt sich der Gipfel der Hochgehrenspitze (auch Nordwestliche Hammerspitze, 2251 m).

## Namensgebung
Bedingt durch die verschiedenen Benennungen im Kleinwalsertal im Nordosten und der Oberstdorfer Seite im Osten stellte sich die Namenssituation der bislang Hammerspitze und Schüsser genannten Berge kompliziert dar. Deshalb wurde im Juli 2013 eine offizielle Umbenennung der Berge vorgenommen, um die Situation beispielsweise bei Notrufen zu verbessern. Aus dem deutschen Schüsser und der österreichischen Hammerspitze wurde die Walser Hammerspitze und aus der deutschen Hammerspitze und dem österreichischen Schüsser die Oberstdorfer Hammerspitze.
In den offiziellen deutschen und österreichischen Kartenwerken waren die beiden Berge jeweils umgekehrt benannt. In der Bayerischen Landeskarte lautete die Kombination Hammerspitze (2260 m) und Schüsser (2170 m), in der Österreichischen Karte folglich: Schüsser (2259 m) und Hammerspitze (2170 m).
In der Revidierten Grenzbeschreibung des Jahres 1844 heißt es: „gegen den Schisser … über den Schisser, welcher auf der Vorarlberger Seite Hammerspitz genannt wird.“ Während die Bezeichnung Hammer ein Ausdruck des Walserdeutschen ist und als Bedeutung ‚Fels‘ hat, ist der Wortstamm Schißer dem Allgäuerischen entstammend. Er bedeutet ‚der Steine herabwerfende‘ und ist beispielsweise im Schißer Kar im Warmatsgund auf der deutschen Seite verwendet. Allerdings wird „Schisser“ in der Grenzbeschreibung für den ganzen Bergkamm zwischen Kanzelwand und Fiderepass verwendet. Thaddäus Steiner vermutet, dass vielleicht auf österreichischer Seite früher zwischen Hammerkopf, also dem Schüsser, und den Hammerspitzen unterschieden wurde.

## Anstiege
Auf die Oberstdorfer Hammerspitze führt kein angelegter Steig. Man kann sie mit Trittsicherheit über den Grat von der Walser Hammerspitze erreichen. Dabei müssen Kletterschwierigkeiten im II. Grad beherrscht werden. Bei der Orientierung helfen spärliche Markierungen. Beim Aufstieg von der Fiderepasshütte beträgt die Schwierigkeit den III. Grad.